# Неверифіковані 115-річні довгожителі
Неверифікованим довгожителями називаються тих довгожителів, які стверджують про свій достатньо великий вік, але ці твердження не можуть бути підтверджені документально, у силу втрати документів, що вказують точну, перевірену дату народження довгожителя.
Випадки непідтвердженого довголіття трапляються достатньо часто. Наводимо окремо три списки. У першому списку вказані непідтверджені довгожителі, що нині живуть. У другому — найвідоміші довгожителі, що померли. При цьому вказуються всі відомі випадки тривалості життя 130 і більше років, для тривалості життя менше 130 років включаються лише довгожителі, що померлі у XXI столітті. У третій список включені довгожителі, про яких давно не було інформації, живі вони чи ні. Передбачається, що вони померли, але дата смерті невідома. У нижченаведених списках зазначені лише ті непідтверджені довгожителі, які, як стверджується, прожили понад 115 років.

## Неверифіковані довгожителі, що нині живуть
За даними світової преси у світі проживає близько 45-50 осіб, чий вік перевищив позначку у 115 років. Довгожителі, чиї дати народження повністю верифіковані, представлені в статті списку довгожителів, що нині живуть. Нижче наводиться список непідтверджених довгожителів, про які писали ЗМІ за останні 24 місяці.
| Місце | Ім'я та прізвище          | Стать | Дата народження | Вік на 17 березня 2025 року    | Місце проживання         | Остання згадка |
| ----- | ------------------------- | ----- | --------------- | ------------------------------ | ------------------------ | -------------- |
| 1     | Жозе Коельо де Суза       | Ч     | 10 березня 1884 | 141 років, 7 днів              | Бразилія                 | 04.05.2012     |
| 2     | Чарія Ісіда да Консейсан  | Ж     | 1 липня 1887    | 137 років, 8 місяців, 16 днів  | Бразилія                 | 07.05.2011     |
| 3     | Леандра Бесерра Лумбрерас | Ж     | 31 серпня 1887  | 137 років, 6 місяців, 14 днів  | Мексика                  | 31.08.2012     |
| 4     | Педра Бенту               | Ж     | 29 червня 1889  | 135 років, 8 місяців, 16 днів  | Бразилія                 | 24.10.2011     |
| 5     | Нехемія Ндуре             | Ч     | 25 лютого 1890  | 135 років, 20 днів             | Нігерія                  | 11.03.2012     |
| 6     | Чарія Люсімар Перейра     | Ж     | 3 вересня 1890  | 134 років, 6 місяців, 14 днів  | Бразилія                 | 02.08.2012     |
| 7     | Го Фанцзі                 | Ж     | 11 січня 1891   | 134 років, 2 місяці, 6 днів    | Китай                    | 27.07.2011     |
| 8     | Аббас Коца                | Ч     | 1 липня 1891    | 133 років, 8 місяців, 16 днів  | Туреччина                | 02.07.2011     |
| 9     | Аграфіна Церцвадзе        | Ж     | 8 червня 1892   | 132 років, 9 місяців, 9 днів   | Грузія                   | 08.06.2011     |
| 10    | Гуань Ши                  | Ч     | 11 жовтня 1892  | 132 років, 5 місяців, 6 днів   | Китай                    | 12.10.2012     |
| 11    | Тянь Лун'юй               | Ж     | 28 квітня 1893  | 131 років, 10 місяців, 17 днів | Китай                    | 14.10.2012     |
| 12    | Так Ланьвань              | Ж     | 3 травня 1893   | 131 років, 10 місяців, 14 днів | Китай                    | 10.09.2012     |
| 13    | Нгуєн Тхі Чу              | Ж     | 4 травня 1893   | 131 років, 10 місяців, 13 днів | В'єтнам                  | 15.11.2011     |
| 14    | Аугусто Гільєрме да Кунья | Ч     | 15 травня 1893  | 131 років, 10 місяців, 2 дні   | Бразилія                 | 01.07.2012     |
| 15    | Люсія Адамі Екобар        | Ж     | 13 грудня 1893  | 131 років, 3 місяці, 4 дні     | Мексика                  | 01.05.2012     |
| 16    | Дораліна Борба            | Ж     | 22 січня 1894   | 131 років, 1 місяць, 23 дні    | Колумбія                 | 22.01.2013     |
| 17    | Чарія Михайлівна Шикуть   | Ж     | 1 липня 1894    | 130 років, 8 місяців, 16 днів  | Білорусь                 | 17.09.2011     |
| 18    | Анхель Марія Пенья Маріо  | Ж     | 18 вересня 1894 | 130 років, 5 місяців, 27 днів  | Домініканська Республіка | 28.11.2011     |
| 19    | Цзян Мешу                 | Ж     | 12 червня 1895  | 129 років, 9 місяців, 5 днів   | Китай                    | 16.04.2011     |
| 20    | Аммінат Бакарова          | Ж     | 1 липня 1895    | 129 років, 8 місяців, 16 днів  | Росія                    | 14.01.2013     |
| 21    | Ясем Гасимова             | Ж     | 1 липня 1895    | 129 років, 8 місяців, 16 днів  | Азербайджан              | 14.01.2013     |
| 22    | Ауреа де Суза е Сілва     | Ж     | 6 вересня 1895  | 129 років, 6 місяців, 11 днів  | Бразилія                 | 20.05.2011     |
| 23    | Айцзимуцзян Аймайті       | Ч     | 2 жовтня 1895   | 129 років, 5 місяців, 15 днів  | Китай                    | 09.10.2011     |
| 24    | Аппас Лорсовіч Ілієв      | Ч     | 1 березня 1896? | 129 років, 16 днів             | Росія (Інгушетія)        | 04.03.2012     |
| 25    | Чарія Леонтина Родрігес   | Ч     | 15 березня 1896 | 129 років, 2 дні               | Бразилія                 | 01.07.2012     |
| 26    | Наргіз Мусаєва            | Ж     | 1 липня 1896    | 128 років, 8 місяців, 16 днів  | Росія (Ставрополь)       | 28.09.2011     |
| 27    | Фу Цзяншен                | Ж     | 2 квітня 1897   | 127 років, 11 місяців, 15 днів | Китай                    | 22.10.2012     |
| 28    | Хуан Мєї                  | Ж     | 20 квітня 1897  | 127 років, 10 місяців, 25 днів | Китай                    | 05.02.2011     |

## Неверифіковані довгожителі, що померли

### Що прожили нібито понад 130 років
Варто звернути увагу на другу сходинку. У різних джерелах йдеться про угорців, які прожили близько 185 років. Є припущення, що це одна і та ж особа, чомусь названа у різних джерелах по-різному: Золтан Петрідж, Петро Зортав, Петрарки Кцартен, Петраш Зартан.
| Місце | Ім'я                             | Стать | Дата народження | Дата смерті       | Вік             | Країна            |
| ----- | -------------------------------- | ----- | --------------- | ----------------- | --------------- | ----------------- |
| 1     | Лі Цін'юнь                       | Ч     | 3 травня 1677   | 6 травня 1933     | 3 дні 256 років | КНР               |
| 2     | Петрарка Кцартен (Петраш Зартан) | Ч     | 1539?           | 1724?             | 185 років?      | Угорщина          |
| 3     | Тенсе Абзіве                     | Ж     | 1825?           | 2005?             | 180 років?      | Росія             |
| 4     | Генріх Дженкінс                  | Ч     | 1500?           | 1670?             | 170 років?      | Шотландія         |
| 5     | Рам Автар Саха Кану              | Ч     | 1832            | 2001              | 169 років       | Непал             |
| 6     | Хав'єр Перейра                   | Ч     | 1789            | 1958              | 169 років       | Колумбія          |
| 7     | Шіралі Муслімов                  | Ч     | 26 березня 1805 | 2 вересня 1973    | 168 років       | СРСР              |
| 8     | Шакорогаро Самсон                | Ч     | 1809            | 1969              | 160 років       | Танзанія          |
| 9     | Йосип Сурінгтон                  | Ч     | 1637            | 1797              | 160 років       | Норвегія          |
| 10    | Заро Ага                         | Ч     | 1777?           | 1934              | 157 років       | Туреччина         |
| 11    | Мохаммед бін Зареі               | Ч     | 1859            | 12 березня 2013   | 154 роки        | Саудівська Аравія |
| 12    | Томас Ньюман                     | Ч     | 1389?           | 1542?             | 153 роки ?      | Англія            |
| 13    | Чахмуд Багір огли Ейвазов        | Ч     | 1808            | 1960              | 152 роки        | СРСР              |
| 14    | Томас Парр                       | Ч     | 1483            | 14 листопада 1635 | 152 роки        | Англія            |
| 15    | Крістіан Якобсен Дракенберг      | Ч     | 1626            | 1772              | 145 років       | Данія             |
| 16    | Содімеджо Сапарман               | Ч     | 31 грудня 1870  | 30 квітня 2017    | 146 років       | Малайзія          |
| 17    | Омар Абас                        | Ч     | 26 вересня 1857 | 2001              | 144 роки        | Індонезія         |
| 18    | Чеджід Агаєв                     | Ч     | 1835            | 1978              | 143 роки        | СРСР              |
| 19    | Гаїна Лал Сингх Джакар           | Ж     | 1867            | 2010              | 143 роки        | Індія             |
| 20    | Алі бен Абдуллах бен Езаб        | Ч     | 1866            | 2006              | 140 років       | ОАЕ               |
| 21    | Хабіб Міян                       | Ч     | 1869 (1878)     | 2008              | 139 (130) років | Індія             |
| 22    | Джон Сміт                        | Ч     | 1785            | 6 лютого 1922     | 137 років       | США               |
| 23    | Хфаф Лазурія                     | Ж     | 1836            | 1973              | 137 років       | СРСР              |
| 24    | Аліміхан Сейіт                   | Ж     | 3 червня 1886   | 16 грудня 2021    | 135 років       | Китай             |
| 25    | Молоко Темо                      | Ж     | 1874            | 2009              | 134 роки        | ПАР               |
| 26    | Антиса Хвічава                   | Ж     | 08.07.1880      | 30.09.2012        | 132 роки        | Грузія            |
| 27    | Рашидова Сархат Ібрагимовна      | Ж     | 1875            | 2007              | 131 рік         | Росія             |
| 28    | Чарія Олівія да Сілва            | Ж     | 1880            | 2010              | 130 років       | Бразилія          |
| 29    | Сахан Досова                     | Ж     | 1879            | 2009              | 130 років       | Казахстан         |

### Що прожили від 115 до 129 років
| Місце | Ім'я                              | Стать | Дата народження | Дата смерті     | Вік           | Країна                     |
| ----- | --------------------------------- | ----- | --------------- | --------------- | ------------- | -------------------------- |
| 1     | Чері Іуен                         | Ж     | 1878            | 2007            | 128 років     | Ямайка                     |
| 2     | Крус Ернандес                     | Ж     | 1878            | 2007            | 128 років     | Сальвадор                  |
| 3     | Елізабет Ізраель                  | Ж     | 1875            | 2003            | 128 років     | Домініканська Республіка   |
| 4     | Хосе дель Росаріо Серрано Аренкас | Ч     | 1881            | 2009            | 128 років     | Колумбія                   |
| 5     | Ло Мейчжень                       | Ж     | 9 липня 1885    | 11 червня 2013  | 127 років     | КНР                        |
| 6     | Жан Батист Ніколя Савен           | Ч     | 1768            | 1894            | 126 років     | Російська імперія          |
| 7     | Беніто Мартінес                   | Ч     | 1880            | 2006            | 126 років     | Куба                       |
| 8     | Чаргарита Лакса                   | Ж     | 1878            | 2004            | 126 років     | Аргентина                  |
| 9     | Джексон Статьлард                 | Ч     | 25 грудня 1869? | 25 жовтня 1995  | 125 років?    | США                        |
| 10    | Нурі Йозтунч                      | Ч     | 1885            | 2011            | 125 років     | Туреччина                  |
| 11    | Осман Ібрагім Ахмед               | Ч     | 1885            | 2010            | 125 років     | Сирія                      |
| 12    | Парсарам Гурджар                  | Ч     | 10 жовтня 1886  | 10 грудня 2011  | 125 років     | Індія                      |
| 13    | Пасіхат Джукалаева                | Ж     | 1881            | 2005            | 124 року      | Росія                      |
| 14    | Ху Емей (胡 业 妹)                | Ж     | 1885            | 2009            | 124 року      | Тайвань (Республіка Китай) |
| 15    | Чарія Веріссімо де Матос          | Ж     | 05.06.1888      | 17.06.2012      | 124 року      | Бразилія                   |
| 16    | Чагомед Насібовіч Лабазанов       | Ч     | 01.05.1890      | 07.09.2012      | 122 року      | Росія                      |
| 17    | Зейнаб Мамедова                   | Ж     | 1886            | 2008            | 122 року      | Азербайджан                |
| 18    | Госада (Гошада) Цаллаева          | Ж     | 1886            | 2008            | 122 року      | Росія                      |
| 19    | Ганна Павлівна Рагель             | Ж     | 1889            | 2010            | 121 рік       | Білорусь                   |
| 20    | Хабібамал Бікмухаметовна Хаметова | Ж     | 1 липня 1890    | 17 вересня 2011 | 121 рік       | Росія                      |
| 21    | Алфьоров                          | Ч     | 930             | 12 квітня 1050  | 120 років     | Італія                     |
| 22    | Ганна Адамівна Борисевич          | Ж     | 18 травня 1888  | 23 лютого 2007  | 118 років     | Білорусь                   |
| 23    | Срі Суамі Буаджіла Махарадж       | Ч     | 13 квітня 1892  | 22 липня 2010   | 118 років     | Індія                      |
| 24    | Текля Іванівна Бобровська         | Ж     | 14 жовтня 1883  | 2 вересня 2001  | 117 років     | Білорусь                   |
| 25    | Семенникова Варвара               | Ж     | 10 травня 1890  | 9 березня 2008  | 117 років     | Росія                      |
| 26    | Себастьяна де Лурдес Сільва       | Ж     | 3 травня 1895   | літо 2012       | 117 років     | Бразилія                   |
| 27    | Катерина Козак                    | Ж     | 15 лютого 1897  | 13.03.2014      | 117 років     | Україна                    |
| 28    | Аделя Іванівна Барковська         | Ж     | 1 липня 1893    | 2010/2011       | 116/117 років | Білорусь                   |
| 29    | Клавдія Олексіївна Якимович       | Ж     | 20 серпня 1894  | 2010/2011       | 116 років     | Білорусь                   |
| 30    | Григорій Дмитрович Нестор         | Ч     | 15 березня 1891 | 15 грудня 2007  | 116 років     | Україна                    |

За словами директора держархіву у Тобольську, при підготовці святкування 100-річчя 1912 року всією Російською імперією було розіслано циркуляр, яким наказувалося відшукати живих учасників великої битви. У результаті в околицях Тобольська було знайдено таких осіб — Павло Якович Толстогузов. 1912 року учасник Бородінської битви був 117-річним старцем, погано бачив і чув, але при цьому, за свідченням сучасників, був «достатньо бадьорим». його сфотографував спеціально присланий фотограф.

## Довгожителі, які давно не з'являлися у ЗМІ
У списку значаться довгожителі, чий вік на дату згадки про них у ЗМІ перевищив 125 років.
| Місце | Ім'я та прізвище                       | Стать | Дата народження | Вік на час останньої згадки | Місце проживання | Остання згадка |
| ----- | -------------------------------------- | ----- | --------------- | --------------------------- | ---------------- | -------------- |
| 1     | Айша Кетча                             | Ж     | 1867            | 135                         | Ірак             | 2002           |
| 2     | Насир Аль-Нажрі                        | Ч     | 1873            | 135                         | Аль-Айн, ОАЕ     | 2008           |
| 3     | Туті Юсупова                           | Ж     | 1880, 1 липні   | 130                         | Узбекистан       | 2010           |
| 4     | Вілл Джонсон                           | Ч     | 1881            | 128                         | США              | 2009           |
| 5     | Елісат Зубайраєва                      | Ж     | 1882            | 128                         | Росія            | 2010           |
| 6     | Кьосі Бетербієвна Каруєва              | Ж     | 5 січня 1884    | 127                         | Росія (Чечня)    | 01.09.2011     |
| 7     | Ула Маргушева                          | Ж     | 1884            | 125                         | Росія            | 2009           |
| 8     | Халіме Олджан (варіант: Халім Солмаз). | Ж     | 1 липня 1884    | 125                         | Туреччина        | 12.11.2009     |